# Août 2007 en Afrique

## 1eraoût
- Gabon : Guy-Christian Mavioga, directeur du journal privé gabonais L'Espoir, a été condamné à six mois de prison dont cinq avec sursis pour outrage à chef de l’État et incitation à la révolte. Il avait publié un éditorial dans lequel il critiqué le président Omar Bongo Ondimba au pouvoir depuis près de 40 ans et appeler les Gabonais à « barrer la route à tous ceux qui se moquent de nous »[1].

- République démocratique du Congo : Un train de marchandise assurant la liaison Ilebo-Kananga a déraillé dans la Province du Kasaï-Occidental à 170 km au nord de Kananga, dans la nuit du 1er au 2 août. Au moins 120 personnes, passagers clandestins, ont trouvé la mort[2].

## 2 août
- Angola : Holden Roberto, fondateur du mouvement indépendantiste Union des populations de l'Angola puis du Front national de libération de l'Angola et opposant au président José Eduardo dos Santos, est mort à Luanda[3].

- Nigéria : Evans Enwerem, ancien président du Sénat est décédé  à Abuja.

- Sierra Leone : L’Amunafa, une embarcation à fond plat assurant le transport de personnes et de biens a été pris dans une tempête à l’embouchure du fleuve Little Scarcies, à environ 200 km au nord de Freetown. Le naufrage a fait au moins 58 morts et de nombreux disparus[4].

## 6 août
- Soudan: Réuni depuis le 3 août à Arusha en Tanzanie à l'initiative de l'Union africaine et des Nations unies, huit groupes rebelles soudanais du Darfour se sont mis d'accord sur une plate-forme commune en vue des négociations avec le gouvernement soudanais. Les accords portent sur le partage du pouvoir, le partage des richesses, les arrangements sécuritaires, les problèmes liés à la terre et aux questions humanitaires[5].

## 8 août
- Mauritanie: l'Assemblée nationale a adopté à l'unanimité une loi criminalisant l'esclavage avec une peine de 10 ans de prison[6]

## 11 août
- Sierra Leone: des élections législatives et présidentielle ont été organisées. Les élections législatives ont été remportées par l'opposition. Au premier tour de l'élection présidentielle, Ernest Bai Koroma du Congrès de tout le peuple (APC), est arrivé en tête avec 44,3 % des voix devant le vice-président sortant, Solomon Berewa qui obtient 38,3 %.

## 13 août
- Tchad : le gouvernement et une majorité des partis de l’opposition ont signé un accord après six mois de négociations sous l’égide de l’Union européenne. Cet accord prévoit notamment le report des élections de 2007 à 2009, un nouveau recensement électoral et l’entrée de l’opposition dans le gouvernement[7].

## 26 août
- Mali: Un mouvement rebelle touarègue dirigé par Ibrahim Ag Bahanga a enlevé au cours d'attaque perpétrée dans le nord et l'est du pays les 26 et 27 août une quarantaine de soldats maliens. Neuf ont été libérés à la suite de l'intervention de l'armée le 29 août. Ces attaques ont été condamnées par le mouvement Alliance démocratique du 23 mai pour le changement. Son chef, Iyad Ag Ghali, a entamé une médiation auprès d'Ibrahim Ag Bahanga pour obtenir la libération des soldats[8].

## 27 août
- Tchad, République centrafricaine: Le Conseil de sécurité des Nations unies a adopté une déclaration approuvant le déploiement d'une force mixte Union européenne/Police de l'Onu  en vue d'assurer la protection des populations civiles déplacées au Tchad et en Centrafrique en raison du conflit au Darfour[9].